# Mecanismo inversor de Hart
El mecanismo inversor de Hart  es un enlace mecánico que genera un movimiento rectilíneo perfecto a partir de un movimiento circular y viceversa sin necesidad de utilizar guías correderas.
Fue ideado y publicado por el matemático y geómetra británico Harry Hart en 1874–1875.

## Mecanismo inversor en "A"
Se puede usar para convertir un movimiento rotativo en un movimiento rectilíneo perfecto del punto de enlace E, situado entre las dos barras cortas (CE y DE), mientras se hace girar cualquiera de las dos barras largas (AC o BD).
Los puntos fijos y el brazo de guiado intermedio hacen que sea una conexión de 6 barras.

### Configuración geométrica ("A")
Debido a su forma, también es conocido como "mecanismo en A de Hart".
El modelo representado tiene las proporciones siguientes:
- AB = 4
- AC = BD = 4
- CE = ED = 2
- Af = Bg = 3
- fC = gD = 1
- fg = 2

En los puntos f y g se sitúan dos rótulas que no interrumpen la continuidad de las barras AC y BD.

## Mecanismo inversor en "W"
De forma análoga, se puede usar para convertir un movimiento rotativo en un movimiento rectilíneo perfecto del punto intermedio (p), situado en el centro de la barra (CD), mientras se hace girar la barra corta (Bg).
Los puntos fijos y el brazo corto hacen que sea una conexión de 6 barras.

### Configuración geométrica ("W")
Debido a su forma, y para distinguirlo del anterior, se le puede denominar como mecanismo en W de Hart.
El modelo representado tiene las proporciones siguientes:
- AB = Bg = 2
- AC = AE = 3
- CD = EF = 12
- EC = FD = 6
- Cp = pD = 6
- Eg = gF = 6

En los puntos A y g se sitúan dos rótulas que no interrumpen la continuidad de las barras CE y EF.